# Деурбанизација
Деурбанизација (такође и рурализација) је процес супротан од урбанизације. Представља пресељење градског становништва у сеоске пределе далеко од градских центара. Главни разлози за овај процес су презасићење животом у граду, потреба за миром и тишином (карактеристично за старије особе), жеља за бољим условим животне средине (природа, чист ваздух и др).
Проучавањем процеса деурбанизације бавио се британски географ Брајан Бери. Овај процес одвија се највише у привредно високо развијеним државама света попут САД, Велике Британије, Јапана, Француске, Немачке и др. Деурбанизација доводи до процеса смањивања градова, јер се његово становништво одсељава, а супротно томе долази до повећања број становника на селима.